# Błona surowicza

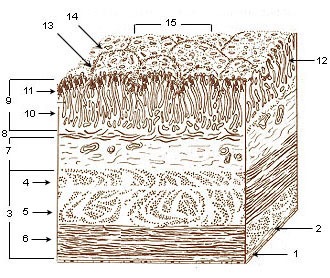
Przekrój błony

Błona surowicza (łac. tunica serosa) – gładka błona, która składa się z cienkiej warstwy komórek wydzielających płyn surowiczy. Błony surowicze wyścielają jamy ciała, które otaczają takie narządy jak: serce (część osierdzia), płuca (opłucna) i część trzewi jamy brzusznej (otrzewna). Płyn surowiczy pomiędzy dwiema warstwami błony działa jak środek zmniejszający tarcie i umożliwia ruch danego narządu względem otaczających tkanek. Jednowarstwowy nabłonek płaski błony surowiczej leży na cienkiej warstwie tkanki łącznej włóknistej.
Pełni funkcję podtrzymującą i ochronną.

Przeczytaj ostrzeżenie dotyczące informacji medycznych i pokrewnych zamieszczonych w Wikipedii.